# 波那加

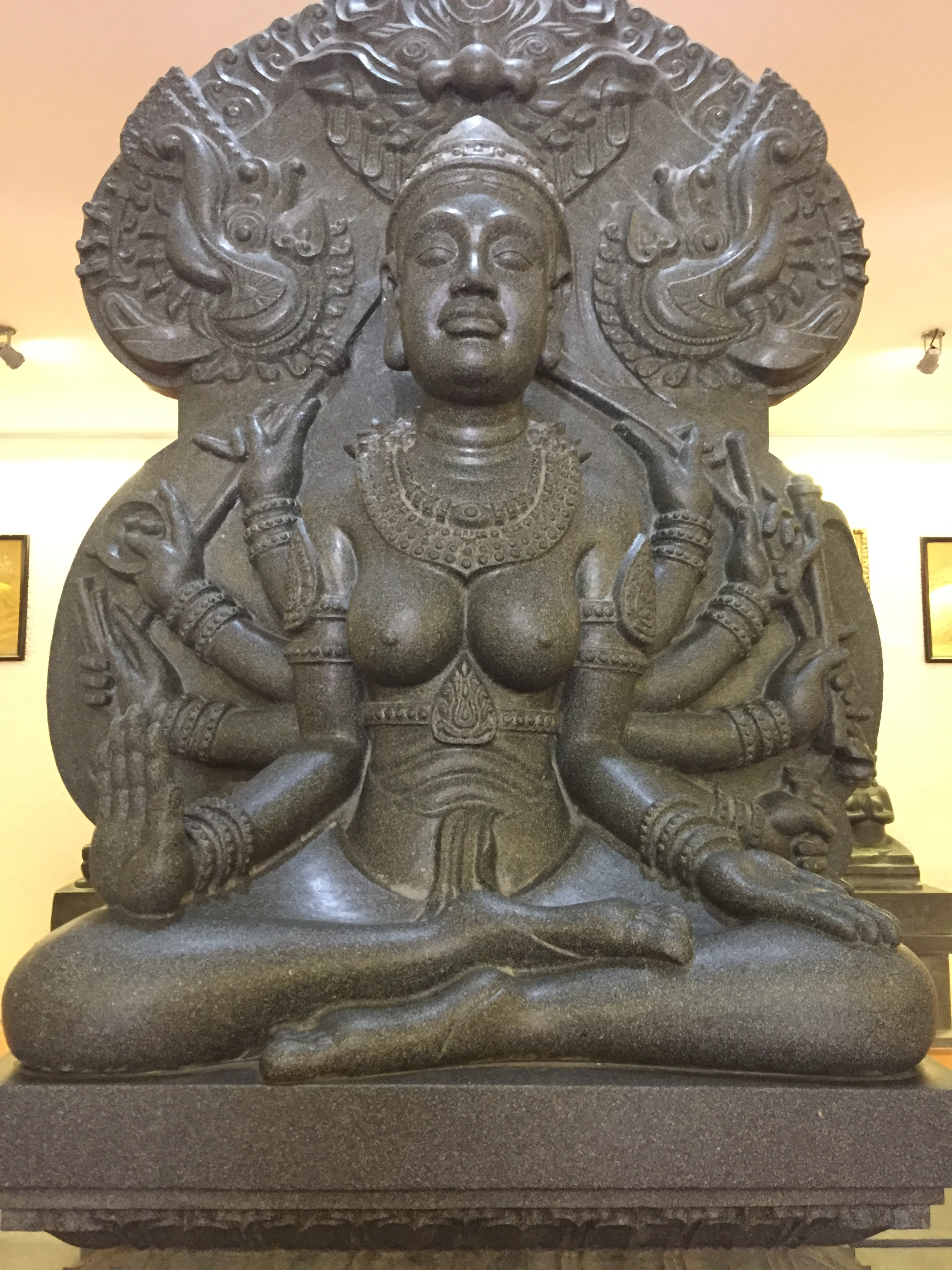
波那加的雕像

波那加夫人（Yan Po Nagar），又譯楊婆那加，是占婆傳說中的建立者。她來自今日清化省山區的一個農民家庭，後來抱著一塊檀木板漂流到了中國。在那裏，她與中國國王的兒子結婚，生下了兩個孩子。後來，波那加成為了占婆女王。
波那加希望回到占婆探望自己的家庭，但中國王子拒絕讓她走。她與她的孩子一起坐著檀木板下海，登陸芽莊，與家人重逢。中國王子試圖跟隨她前往芽莊，暴怒的她將王子和他的中國艦隊變成了石頭。
越南人在南進的過程中征服了占婆之後，越南人也接受了波那加的信仰，波那加變成了越南神話中的天依阿那。今日芽莊有供奉她的波那加塔。